# コンスタンティナ・ディタ
コンスタンティナ・ディタ（Constantina Diţă、1970年1月23日 - ）は、ハーフマラソン、フルマラソンを専門とするルーマニアの陸上長距離走選手。身長165cm、体重48kg。

## 経歴

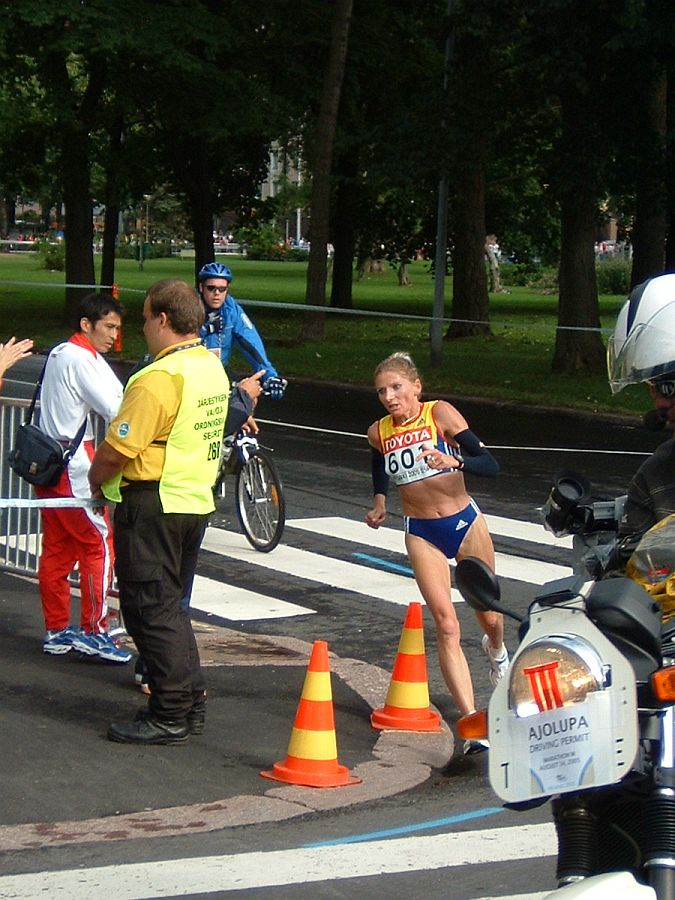
コンスタンティナ・トメスク（当時・2005年ヘルシンキ世界陸上）

ルーマニア・ゴルジュ県出身。アメリカ・コロラド州ボルダー在住。元夫のトメスク（2008年に離婚）がコーチを務めており、1995年に長男を出産。
レース序盤から中盤に一人飛び出し独走するレース展開を得意とする選手だが、途中で失速して後続の選手に抜かれるレースも多かった。また、先頭の選手のハイペースにつかず離れずの距離で粘ってついていき、結果好記録や好成績を収める展開も多々あった。
また、がっしりした体躯を生かした重厚な走りで、年に3回以上マラソンを走る事もしばしばあり、男子の川内優輝のようにレースを連戦して好成績を収める事もしばしばあるなど、日本人女子選手には見られないタフなタイプの選手であった。
1990年代後半にようやくルーマニア代表として世界陸上選手権やヨーロッパ陸上選手権に出場できる選手になったが、当時は2歳年下のリディア・シモンが同国のエース格の選手であり、国際的にはまだまだ平凡なレベルの選手であった。
2001年世界陸上エドモントン大会の女子マラソンでは、いきなりレース序盤からひとりだけ飛び出し完全な独走状態となったが、30kmを過ぎてからペースダウン。その後後続集団にかわされて10位に留まったが、僚友のシモンの優勝に貢献するレース展開の揺さぶりをみせた。また、その年の東京国際女子マラソンで、2時間26分39秒で4位に入り、31歳にして自身初のサブ30を果たした。このレース以降、この頃産休に入ったシモンと入れ替わるように、ルーマニアのエース格の選手として好記録や好成績を収めることとなる。
2003年世界陸上パリ大会では途中棄権に終わり、2004年アテネオリンピックの女子マラソンでは、暑さのため途中で歩く場面もあり20位に終わった。しかし2004年のシカゴマラソンでは2時間23分45秒でメジャーマラソン初優勝を果たしている。
2005年世界陸上ヘルシンキ大会の女子マラソンでは、優勝したポーラ・ラドクリフ、銀メダルのキャサリン・ヌデレバらのハイペースの先頭集団についていった。レース終盤に優勝争いから脱落したものの、2時間23分19秒で3位に入って銅メダルを獲得した。またその約1ヵ月半後の世界ハーフマラソン選手権に出場し1時間9分17秒で優勝。さらにそのわずか1週間後のシカゴマラソンにも強行出場し、最後に猛烈に追い上げたもののディーナ・カスターには僅差で敗れたが、35歳にして2時間21分30秒の生涯自己ベスト記録を叩き出した。（3位には千葉真子が入る。）
2006年シカゴマラソンでは、序盤からラドクリフの持つ世界記録のペースとほぼ変わらない超ハイペースで飛ばしたが、後半に大きく失速し、2時間24分25秒の5位に終わった。
2007年世界陸上大阪大会の女子マラソン代表に選出されていたが、故障により欠場。
2008年北京オリンピックの女子マラソンでは、19km付近でひとりロングスパートをかけると、ヌデレバや周春秀などの優勝候補がいる2位集団とはみるみるうちに差がついてそのまま独走状態となる。35kmを過ぎてから徐々にペースが落ちたものの、2位のヌデレバとは22秒の差で逃げ切って、同国初の五輪女子マラソン優勝を成し遂げる快挙を達成。さらに38歳の年齢でのオリンピック金メダル獲得は、1984年ロサンゼルスオリンピック男子マラソンに於いて、カルロス・ロペスが37歳で優勝した時の年齢を上回り、男女を通じてのマラソン最年長・五輪金メダリストとなった。
2008年11月24日に開催される国際千葉駅伝出場が日本陸上競技連盟から発表された際、北京オリンピック後に夫のトメスクと離婚していたことが判明し、登録名が旧姓のコンスタンティナ・ディタに変更されたことも併せて公表された。
北京オリンピック以降は高齢による衰えが目立ち、マラソンの優勝には大きく遠ざかるレースが続くが、それでも現役金メダリストとしてマラソンを走り続けた。日本でも、2009年の横浜国際女子マラソンの第1回大会や、2012年ロンドンオリンピック日本代表選考レースとなる大阪国際女子マラソンなどにも招待されて出場した。
2012年ロンドンオリンピックの女子マラソンでは、42歳ながらディフェンディングチャンピオンとしての五輪出場となったが、序盤早々に大きく遅れて結局86位に終わった。

## 主な記録
| 年     | 大会                                         | 開催地                                    | 結果 | 種目                                  |
| ------ | -------------------------------------------- | ----------------------------------------- | ---- | ------------------------------------- |
| 1998年 | ヨーロッパ陸上選手権                         | ハンガリー ブダペスト                     | 17位 | マラソン (2:34:35)                    |
|        | 世界ハーフマラソン選手権                     | スイス ウスター                           | 29位 | ハーフマラソン (1:12:42)              |
| 1999年 | 1999年世界陸上選手権                         | スペイン セビリア                         | 19位 | マラソン (2:36:28)                    |
|        | 世界ハーフマラソン選手権                     | イタリア パレルモ                         | 12位 | ハーフマラソン (1:11:22)              |
| 2001年 | 大阪国際女子マラソン                         | 日本 大阪                                 | DNF  | マラソン (途中棄権)                   |
|        | 2001年世界陸上選手権                         | カナダ エドモントン                       | 10位 | マラソン (2:30:38)                    |
|        | 世界ハーフマラソン選手権                     | イギリス ブリストル                       | 32位 | ハーフマラソン (1:13:08)              |
|        | 東京国際女子マラソン                         | 日本 東京                                 | 4位  | マラソン (2:26:39)                    |
| 2002年 | 世界ハーフマラソン選手権                     | ベルギー ブリュッセル                     | 22位 | ハーフマラソン (1:11:34)              |
|        | ヨーロッパ陸上選手権                         | ドイツ ミュンヘン                         | 7位  | 10000 m (31:53.61)                    |
|        | ドロベタ＝トゥルヌ・セヴェリンハーフマラソン | ルーマニア ドロベタ＝トゥルヌ・セヴェリン | 1位  | ハーフマラソン (1:08:10 - 自己ベスト) |
|        | アムステルダムマラソン                       | オランダ アムステルダム                   | 2位  | マラソン (2:23:54)                    |
| 2003年 | ロンドンマラソン                             | イギリス ロンドン                         | 6位  | マラソン (2:23:43)                    |
|        | 2003年世界陸上選手権                         | フランス パリ                             | DNF  | マラソン (途中棄権)                   |
|        | 世界ハーフマラソン選手権                     | ポルトガル ヴィラモウラ                   | 5位  | ハーフマラソン (1:10:05)              |
|        | シカゴマラソン                               | アメリカ合衆国 シカゴ                     | 2位  | マラソン (2:23:35)                    |
| 2004年 | ロンドンマラソン                             | イギリス ロンドン                         | 3位  | マラソン (2:26:52)                    |
|        | アテネオリンピック                           | ギリシャ アテネ                           | 20位 | マラソン (2:37:31)                    |
|        | 世界ハーフマラソン選手権                     | インド ニューデリー                       | 3位  | ハーフマラソン (1:09:07)              |
|        | シカゴマラソン                               | アメリカ合衆国 シカゴ                     | 1位  | マラソン (2:23:45)                    |
| 2005年 | ロンドンマラソン                             | イギリス ロンドン                         | 2位  | マラソン (2:22:50)                    |
|        | 2005年世界陸上選手権                         | フィンランド ヘルシンキ                   | 3位  | マラソン (2:23:19)                    |
|        | 世界ハーフマラソン選手権                     | カナダ エドモントン                       | 1位  | ハーフマラソン (1:09:17)              |
|        | シカゴマラソン                               | アメリカ合衆国 シカゴ                     | 2位  | マラソン (2:21:30 - 自己ベスト)       |
| 2006年 | ロンドンマラソン                             | イギリス ロンドン                         | 7位  | マラソン (2:27:51)                    |
|        | ヨーロッパ陸上選手権                         | スウェーデン イェーテボリ                 | 11位 | 10000 m (31:49.47 - 自己ベスト)       |
|        | 世界ロードランニング選手権                   | ハンガリー デブレツェン                   | 2位  | 20 km (1:03:23)                       |
|        | シカゴマラソン                               | アメリカ合衆国 シカゴ                     | 5位  | マラソン (2:24:25)                    |
| 2007年 | ロンドンマラソン                             | イギリス ロンドン                         | 3位  | マラソン (2:23:55)                    |
| 2008年 | 大阪国際女子マラソン                         | 日本 大阪                                 | 9位  | マラソン (2:28:15)                    |
|        | ロンドンマラソン                             | イギリス ロンドン                         | 8位  | マラソン (2:27:45)                    |
|        | 北京オリンピック                             | 中国 北京                                 | 1位  | マラソン (2:26:44)                    |
|        | シカゴマラソン                               | アメリカ合衆国 シカゴ                     | 4位  | マラソン (2:30:57)                    |
| 2009年 | ロンドンマラソン                             | イギリス ロンドン                         | DNF  | マラソン (途中棄権)                   |
|        | 横浜国際女子マラソン                         | 日本 横浜                                 | 11位 | マラソン (2:36:06)                    |
| 2010年 | ロンドンマラソン                             | イギリス ロンドン                         | 25位 | マラソン (2:41:12)                    |
| 2012年 | 大阪国際女子マラソン                         | 日本 大阪                                 | 11位 | マラソン (2:40:08)                    |
|        | ロンドンマラソン                             | イギリス ロンドン                         | 17位 | マラソン (2:32:34)                    |
|        | ロンドンオリンピック                         | イギリス ロンドン                         | 86位 | マラソン (2:41:34)                    |

### 自己ベスト
- 5000m - 15:28.91 (2000年)
- 10000m - 31:49.47 (2006年)
- ハーフマラソン - 1:08:10 (2002年)　(2006年シカゴマラソンでハーフ地点通過が1:08:07)
- マラソン - 2:21:30 (2005年)